# Pilosella hypeurygenes
Pilosella hypeurygenes là một loài thực vật có hoa trong họ Cúc. Loài này được (A.W.Hill) S.Bräut. & Greuter mô tả khoa học đầu tiên năm 2007.